# Переславський район
Переславський район (рос. Переславский район) — адміністративна одиниця Ярославської області Російської Федерації.
Адміністративний центр — Переславль-Залеський.

## Демографія
Динаміка чисельності населення району:
| 1970  | 1979  | 1989  | 2002  | 2007  | 2010  |
| ----- | ----- | ----- | ----- | ----- | ----- |
| 43157 | 34279 | 28232 | 22576 | 21552 | 20355 |

## Адміністративний поділ
До складу району входять 3 сільських поселення:
1. Нагор'євське сільське поселення, адміністративний центр село Нагор'є, сільські округи:
  - Андріановський: село Андріаново
  - Дмитрієвський: село Дмитрієвське
  - Загор'євський: село Загор'є
  - Копнінський: село Копніно
  - Кубринський: селище Кубринськ
  - Нагор'євський: Нагор'є
2. Пригородне сільське поселення, адміністративний центр село Троїцька слобода, сільські округи:
  - Веськовський: село Новосєльє
  - Глєбовський: село Глєбовське
  - Добріловський: село Добрілово
  - Купанський: село Купанське
  - Личенський: село Личенци
  - Пєрєлєський: присілок Пєрєлєскі
  - Пономаревський: присілок Пономарьовка
  - Троїцький: село Троїцька слобода
3. Рязанцевське сільське поселення, адміністративний центр селище Рязанцево, сільські округи:
  - Алексинський: селище Дубки
  - Берендеєвський: селище Берендеєво
  - Дубровіцький: село Дубровіци
  - Любімцевський: присілок Любімцево
  - Рязанцевський: селище Рязанцево
  - Скоблєвський: село Скоблєво
  - Смоленський: село Смоленське